# دی‌جی بشو
بیژن ظفرمل که بیشتر با نام دی‌جی بشو شناخته می‌شود خواننده، تولیدکننده و آهنگساز اهل افغانستان است. او اولین آلبوم خود را به نام برگشت با گروه رسانه‌ای موبی منتشر کرد. او اولین خواننده رپ است که هیپ هاپ را به افغانستان معرفی کرد.

## اوایل زندگی
ظفرمل در ۱۰ مه ۱۹۷۷ در شهر قندوز در جمهوری دموکراتیک افغانستان به عنوان فرزند داکتر عزیز ظفرمل و همسرش نسرین متولد شد. او در ۱۰ سالگی افغانستان را ترک کرد. جنگ افغانستان او و خانواده‌اش را مجبور به ترک افغانستان کرد. آن‌ها در ابتدا به هند مهاجرت کردند، پس از آن مدتی در کشورهای چین و روسیه بودند و سرانجام به شهری در نزدیکی ویسبادن، آلمان نقل مکان کردند.

## حرفه
ظفرمل دو سال در پکن زندگی کرد و به موسیقی رپ معرفی شد. او در سال ۱۹۹۲ به ویسبادن رفت و در سال ۲۰۰۶ برچسپ نسل‌های جدید افغان را تأسیس کرد. او در رادیو و تلویزیون دولتی افغانستان کار می‌کرد. او اولین آلبوم خود را با نام برگشت توسط گروه رسانه‌ای موبی منتشر کرد؛ این آلبوم شامل تعدادی از همکاری‌ها با هنرمندان دیگر است. آلبوم بعدی او با نام چشمک به همراه خواننده اریس پرویز شامل تک‌آهنگ اصلی با نام گذشته است. او تاکنون چندین آلبوم موسیقی منتشر کرده و در بسیاری از کنسرت‌های بین‌المللی موسیقی شرکت کرده است. ظفرمل همچنین تاکنون چندین جایزه بین‌المللی دریافت کرده است.